# Kazimierz Feliks Kumaniecki
Kazimierz Feliks Kumaniecki, ps. Jutro, Kozakiewicz, Aniela (ur. 18 maja 1905 w Krakowie, zm. 8 czerwca 1977 w Warszawie) – polski filolog klasyczny, profesor Uniwersytetu Warszawskiego, członek Polskiej Akademii Nauk, dyrektor programowy Sekcji Polskiego Radia Delegatury Rządu na Kraj.

## Życiorys
Urodził się w rodzinie Kazimierza Władysława (prawnika, profesora prawa administracyjnego Uniwersytetu Jagiellońskiego, ministra wyznań religijnych i oświaty publicznej) i Marii z Osików. Uczęszczał do gimnazjum im. Sobieskiego w Krakowie, w latach 1923–1926 studiował filologię klasyczną na Uniwersytecie Jagiellońskim; wśród jego wykładowców byli m.in. Seweryn Hammer, Kazimierz Morawski, Leon Sternbach. Pod opieką Tadeusza Sinki obronił w 1926 pracę doktorską Quo temporis ordine Vergilius singulos Aeneidos libros elaboraverit. Studia kontynuował na uniwersytecie w Berlinie (1926–1927). W latach 1928–1930 uczył języków starożytnych w gimnazjach krakowskich. W 1930 habilitował się na Uniwersytecie Jagiellońskim na podstawie rozprawy De consiliis personarum apud Euripidem agentium i został docentem w II Katedrze Filologii Klasycznej tej uczelni. W 1936 przeniósł się na Uniwersytet Warszawski i jako profesor nadzwyczajny objął III Katedrę Filologii Klasycznej. 

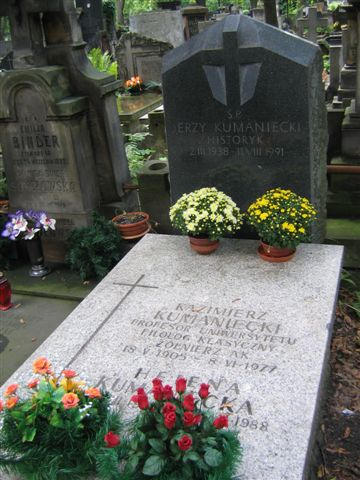
Nagrobek Kazimierza Kumanieckiego na cmentarzu Powązkowskim, Warszawa, 13 sierpnia 2006

Po wybuchu wojny brał udział w tajnym nauczaniu, działał w organizacji chrześcijańskiej „Znak”. Od 1942 był członkiem kierownictwa Wydziału N Biura Informacji i Propagandy Komendy Głównej Armii Krajowej. W konspiracji używał pseudonimów Jutro, Kozakiewicz i Aniela. Brał udział w powstaniu warszawskim. Był autorem Hymnu Polski Podziemnej. Wchodził w skład redakcji konspiracyjnego pisma Znak, a od 1944 był redaktorem Biuletynu Informacyjnego. Pełnił mandat poselski do Krajowej Rady Narodowej (1945–1946) z ramienia SP.
Po wojnie pracował krótko na Uniwersytecie Jagiellońskim, w 1945 powrócił na Uniwersytet Warszawski. Został kierownikiem I Katedry Filologii Klasycznej (od 1960 Katedry Filologii Klasycznej), w 1948 otrzymał nominację na profesora zwyczajnego. W latach 1948–1950 pełnił funkcję prorektora Uniwersytetu Warszawskiego. Przeszedł na emeryturę w 1976. Od 1957 kierował Zakładem Nauk o Kulturze Antycznej PAN.
Był członkiem najważniejszych polskich towarzystw naukowych – Towarzystwa Naukowego Warszawskiego (TNW), Polskiej Akademii Umiejętności i Polskiej Akademii Nauk. Do TNW został powołany w 1937 (jako członek korespondent, od 1945 członek zwyczajny); w PAU od 1945 (od 1950 członek czynny), w PAN od 1956 (od 1961 członek rzeczywisty). W latach 1971–1974 zasiadał w Prezydium PAN, przewodniczył Komitetowi Nauk o Kulturze Antycznej PAN od 1957 oraz Komitetowi Nauk Filologicznych PAN w latach 1960–1961. Od 1950 do końca życia pełnił funkcję prezesa Polskiego Towarzystwa Filologicznego, wchodził w skład zarządu polskiego PEN-Clubu. Należał również do towarzystw zagranicznych, m.in. Saskiej Akademii Nauk, Flamandzkiej Akademii Nauk, Akademii Nauk w Mediolanie, Union Academique Internationale (prezes). Doktorat honoris causa nadały mu Uniwersytet Warszawski (1970), uniwersytet w Debreczynie (1968), uniwersytet we Fryburgu Bryzgowijskim (1973). Był laureatem Nagrody Państwowej II stopnia z okazji 20-lecia Polski Ludowej za wydanie dzieł Andrzeja Frycza Modrzewskiego i Filipa Kallimacha (1964), nagrody ministra oświaty i szkolnictwa wyższego I stopnia (1969), nagrody sekretarza naukowego PAN (1977, pośmiertnie). Od 1971 był członkiem Obywatelskiego Komitetu Odbudowy Zamku Królewskiego w Warszawie.
Sygnatariusz Listu 34 oraz listu do The Times, zawierającego twierdzenie, jakoby w PRL nie było represji i dyskredytującego Radio Wolna Europa.
Jest uważany za jednego z najwybitniejszych polskich filologów klasycznych, nazywany niekiedy „polskim Cyceronem”. Jego zainteresowania naukowe obejmowały retorykę i epikę rzymską, hellenistykę, historiografię grecką, bizantynistykę, literaturę polsko-łacińską oraz dzieje filologii klasycznej w Polsce. Badał życie i działalność Cycerona, odrzucając teorię Theodora Mommsena o karierowiczostwie i braku programu politycznego Cycerona. Analizował twórczość m.in. Homera, Horacego i Hezjoda. Przez wiele lat redagował pisma „Meander” i „Archiwum Filologiczne”. Przetłumaczył m.in. Wojnę peloponeską Tukidydesa i komedie Arystofanesa.
Był ojcem historyka Jerzego i teściem Janiny Szymańskiej-Kumanieckiej, tłumaczki literatury pięknej. 
Zmarł w Warszawie, pochowany na cmentarzu Powązkowskim (kwatera 77-1-9).

## Uczniowie
Wśród jego uczniów byli m.in. Jerzy Axer, Anna Komornicka, Marian Plezia, Henryk Podbielski, Bohdan Wiśniewski, Aleksander Krawczuk oraz Juliusz Domański.

## Publikacje
- Podanie o Wandzie w świetle źródeł starożytnych (1926)
- Gatunki literackie poezji greckiej (1946)
- O odnalezionej Retoryce Filipa Kallimacha (1948)
- Wergiliusz (1948)
- Tukidydes na tle epoki (1951)
- Wojna peloponeska (1953)
- Twórczość poetycka Filipa Kallimacha (1953)
- Historia kultury starożytnej Grecji i Rzymu (1955)
- Słownik łacińsko-polski (1957, pierwotni autorzy: Henryk Kopia, Herman Menge)
- Cyceron i jego współcześni (1959)
- Literatura rzymska: okres cyceroński (1977)

## Ordery i odznaczenia
- Krzyż Komandorski Orderu Odrodzenia Polski (1966)[2]
- Krzyż Kawalerski Orderu Odrodzenia Polski (16 lipca 1954)[9]
- Krzyż Walecznych[2]
- Srebrny Krzyż Zasługi z Mieczami[2]
- Medal 10-lecia Polski Ludowej (19 stycznia 1955)[10]